# Épreville-près-le-Neubourg
Epreville-près-le-Neubourg – miejscowość i gmina we Francji, w regionie Normandia, w departamencie Eure.
Według danych na rok 1990 gminę zamieszkiwało 349 osób, a gęstość zaludnienia wynosiła 45 osób/km² (wśród 1421 gmin Górnej Normandii Epreville-près-le-Neubourg plasuje się na 571 miejscu pod względem liczby ludności, natomiast pod względem powierzchni na miejscu 483).